# Radišani
Radišani (en macédonien Радишани) est un village situé à Butel, une des dix communes spéciales qui constituent la ville de Skopje, capitale de la Macédoine du Nord. Le village comptait 9 123 habitants en 2002. Il se trouve au nord de l'agglomération de Skopje, au pied de la Skopska Crna Gora.

## Démographie
Lors du recensement de 2002, le village comptait :
- Macédoniens : 8 084
- Serbes : 363
- Albanais : 200
- Roms : 160
- Valaques : 52
- Bosniaques : 49
- Turcs : 35
- Autres : 180